# Barbara Dex
Barbara Deckx, también conocida como Barbara Dex (Turnhout, 1974), es una cantante belga que representó a su país en el Festival de la Canción de Eurovisión 1993 con la canción Iemand Als Jij. Dex había ganado la preselección nacional belga, Eurosong 93, celebrada en el Casino Knokke el 6 de marzo. En Eurovisión, en Millstreet (Irlanda), actuó en séptimo lugar, después de Ellada, hora tou fotos de Grecia y antes de This Time de Malta. Dex quedó clasificada en 25º y último lugar.
Aunque la canción no es particularmente recordada, la interpretación entró al folclore del Festival debido al vestido beige confeccionado por ella misma, que es considerado uno de los peores vestuarios del Festival en la historia, y que sirvió de base para la creación del "Premio Barbara Dex", entregado cada año desde 1997 al cantante peor vestido en cada edición del festival.
Barbara regresó a la final belga en 2004, participando con Alides con la canción One life que quedó en tercer lugar. Otro intento para entrar a Eurovisión sucedió en el 2006 con la canción country Crazy la cual le valió el quinto lugar.

## Discografía
A pesar de su mala clasificación en el festival, grabó 8 álbumes:

### Álbumes
- Iemand (1993), con canciones grabadas en neerlandés. Los otros en inglés
- Waiting for a New Man (1994)
- Tender Touch (1996)
- Strong (1998)
- Timeless (2001)
- Enjoy: a taste of gospel (2003)
- Blue-eyed girl (2006)
- Dex Drugs & Rock´N Roll (2016)

## Ganadores del Premio Barbara Dex
| Año  | Ganador             | País                | Posición en el FCE |
| ---- | ------------------- | ------------------- | ------------------ |
| 1997 | Debbie Scerri       | Malta               | 9.º /25            |
| 1998 | Guildo Horn         | Alemania            | 7.º /25            |
| 1999 | Lydia               | España              | 23.º /23           |
| 2000 | Nathalie Sorce      | Bélgica             | 24.º /24           |
| 2001 | Andrzej Piaseczny   | Polonia             | 20.º /23           |
| 2002 | Michalis Rakintzis  | Grecia              | 17.º /24           |
| 2003 | t.A.T.u.            | Rusia               | 3º /26             |
| 2004 | Sanda Ladoşi        | Rumania             | 18º /24            |
| 2005 | Martin Vučić        | Macedonia del Norte | 17º /24            |
| 2006 | Nonstop             | Portugal            | 19º /23-SF         |
| 2007 | Verka Serduchka     | Ucrania             | 2º /24             |
| 2008 | Gisela              | Andorra             | 16º /19-SF1        |
| 2009 | Zoli Ádok           | Hungría             | 15º /19-SF2        |
| 2010 | Milan Stankovic     | Serbia              | 13º /25            |
| 2011 | Eldrine             | Georgia             | 9º /25             |
| 2012 | Rona Nishliu        | Albania             | 5º /26             |
| 2013 | Moje 3              | Serbia              | 11º /16-SF1        |
| 2014 | Vilija Matačiūnaitė | Lituania            | 11º /15-SF2        |
| 2015 | Trijntje Oosterhuis | Países Bajos        | 14.º /16-SF1       |
| 2016 | Nina Kraljić        | Croacia             | 23.º /26           |
| 2017 | Slavko Kalezić      | Montenegro          | 16º /18-SF1        |
| 2018 | Eye Cue             | Macedonia           | 18º /19-SF1        |
| 2019 | Conan Osíris        | Portugal            | 15º /17-SF1        |
| 2021 | Tix                 | Noruega             | 18º /26            |